# Jijabai

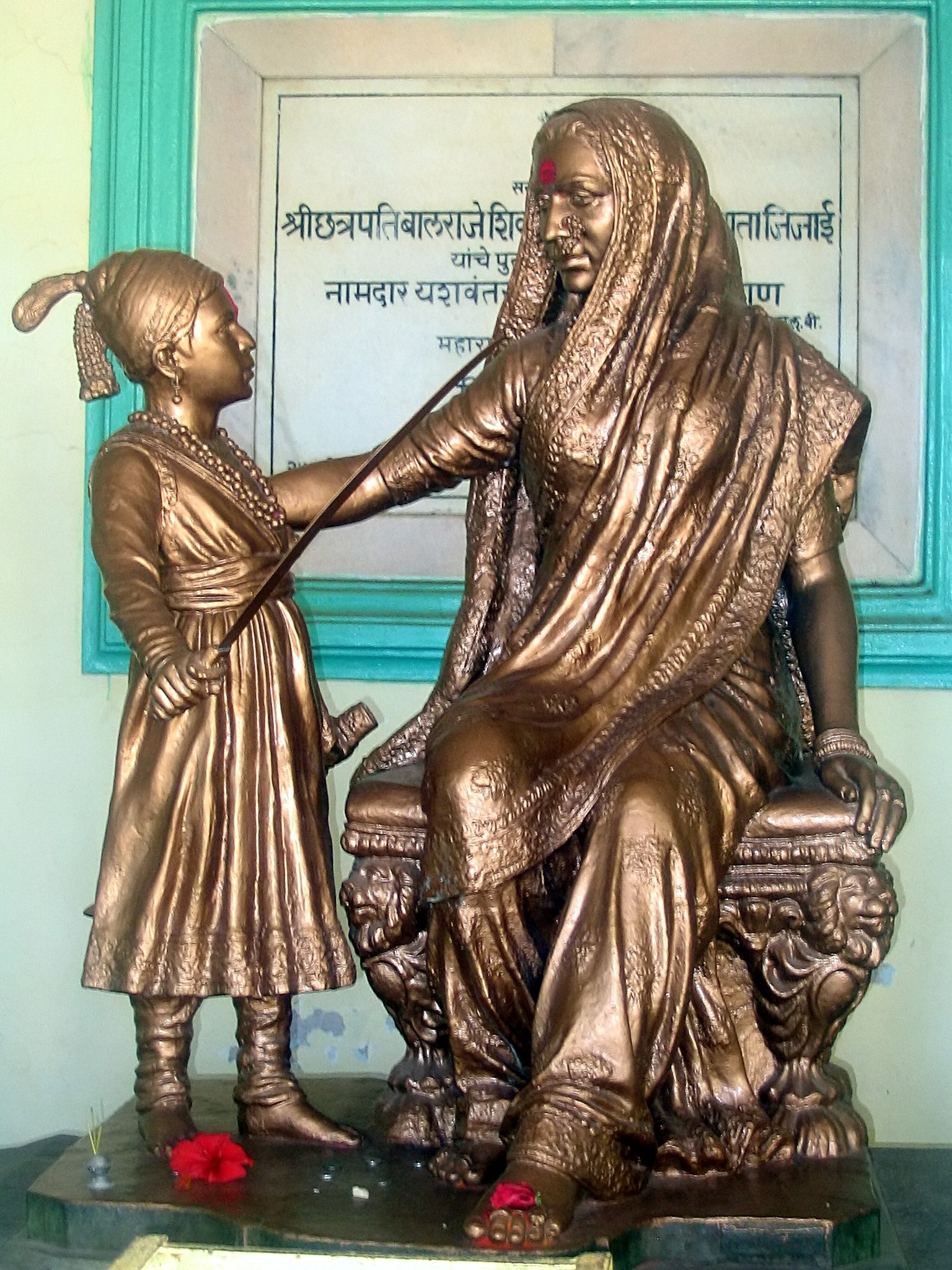
Estatua insipirada en la joven Maharaj con Jija mata.

Jijabai Shahaji Bhosale, en  indio आदरणीय राजमाईा जिजाबाई जेाजीराजे जिज (2 de enero de 1598-17 de junio de 1674) también conocida como Rajmata Jijabai o incluso simplemente Jijai, fue la madre de  Chatrapati Shivaji Maharaj, fundador del Imperio maratha. Era hija de Lakhuji Jadhavrao de Sindhkhed, un sardar alineado con los mogoles que se decía descendiente de la familia real Devagiri.

## Historia
Jijabai nació el 12 de enero de 1598 como hija de Lakhojirao Jadhav de Deulgaon, cerca de Sindkhed, en el actual distrito Buldhana de Maharastra. El nombre de su madre era Mhalsabai. Jijabai se casó a edad temprana con Shahaji Bhosle, hijo de Maloji Bhonsle de la aldea de Verul, un comandante militar que sirvió a las órdenes de los sultanes de Adil Shahi.
El suegro de Jijabai, Maloji Bhosle, había comenzado su carrera como un shilledar sirviendo bajo el mando de su padre, Lakhojirao Jadhav. Su familia natal, la familia Jadhav, tenía una posición relativamente alta en la región, mientras que la familia de su esposo empezaba a cobrar importancia recientemente y según algunos informes habían subido de categoría desde las filas de la casta de cultivadores Kunbi.
Jijabai dio a luz seis hijos. De los seis, cuatro murieron en la infancia y solo dos hijos, Sambhaji y Shivaji, alcanzaron la edad adulta.
Jijamata murió el 17 de junio de 1674 cerca del distrito de Jalna.

## Su misión
Shahaji había intentado establecer un estado hindú en las ruinas del antiguo Sultanato Nizamshahi. Sin embargo, fue derrotado por los mogoles y Adilshashi. Más tarde, Shahaji se convirtió en sardar en el ejército de Adilshah, aunque en realidad no quería, esperando el día en que pudiera luchar contra los invasores mogoles. Se instaló en Karnataka y se casó nuevamente con Tukabai.
Según el tratado, cuando se vio obligada a moverse hacia el sur, Jijabai apoyó de todo corazón la causa de su marido de establecer un estado hindú. Para continuar la lucha y apoyar a Shahaji, el sueño de su esposo, Jijabai se mudó a Pune con su hijo menor, Shivaji, sin embargo él la relegó como reina regente.
Cuando llegaron a Pune la región estaba llena de junglas y bestias salvajes. Ella animó a los cultivadores a establecerse y renovó el templo de Kasaba Ganapati. También se construyó un palacio de arenisca roja de tamaño moderado conocido como Lal Mahal y tomó una serie de decisiones en asuntos legales y administrativos conocidos como majhars.
Jijabai era una mujer muy piadosa e inteligente con una gran visión del reino independiente. Inspiró a Shivaji contándole historias del Ramayana, Mahabharata y Balaraja. Inspirado por ella, Shivaji hizo el Juramento de la Independencia o Swaraj en el fuerte del templo de Lord Raireshwar en 1645 cuando tenía 15 años. La contribución de Jijabai en el carácter impecable e inmaculado de Shivaji fue enorme y a ella se le atribuye ampliamente el hecho de criar al rajá de una manera que condujo a su futura grandeza.
El hijo mayor de Jijabai, Sambhaji, fue asesinado en una expedición militar en Karnataka por Afzal Khan. Shivaji vengó la muerte de su hermano al matar a Afzal Khan. Cuando Shahaji murió, Jijabai quería cometer sati en la pira del esposo, pero Shivaji le impidió hacerlo gracias a sus ruegos.
Jijabai, no solo fue la mentora de Shivaji, sino también una de los principales responsables de la toma de decisiones. Poco después de su fuga de Agra, Shivaji permaneció alejado durante varios meses. Durante la ausencia, Jijabai tomó las riendas del reino y lo gobernó con destreza. Su papel como fundadora del Imperio maratha está muy descuidado por los historiadores.
Murió poco después de la coronación de Shivaji, el 17 de junio de 1674. Shivaji quedó con el corazón roto por la muerte de su progenitora.

## Legado cultural
Aun hoy, especialmente en Maharashtra, Jijabai es considerada como una madre ideal. Su crianza de Shivaji es un tema popular en el folclore.
La película de 2011 Rajmata Jijau es una biografía de Jijabai.